# ديف بلاند
ديف بلاند (بالإنجليزية: Dave Bland)‏ هو لاعب كرة قدم أسترالية أسترالي، ولد في 10 نوفمبر 1929، وتوفي في 9 مارس 2013.

## وصلات خارجية
- ديف بلاند على موقع AustralianFootball.com (الإنجليزية)
- ديف بلاند على موقع AFLtables.com (الإنجليزية)